# Atle T. Karlsvik

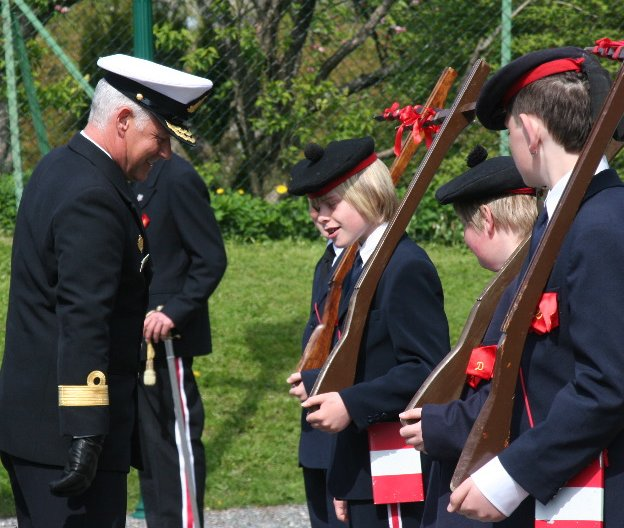
Atle T. Karlsvik

Atle Torbjørn Karlsvik (* 1957) ist ein ehemaliger norwegischer Marineoffizier (Konteradmiral).
1976 trat er in die Norwegische Marine ein. Er besuchte u. a. die norwegische Marineakademie Sjøkrigsskolen und die Führungsakademie der Bundeswehr (FüAkBw) in Hamburg. Karlsvik wurde verschieden verwendet, etwa als Kommandeur der Marineakademie.